# Gene Kranz
Eugene Francis "Gene" Kranz, född 17 augusti 1933 i Toledo i Ohio, är en före detta flygledare inom NASA.

## Biografi
Gene Kranz flygledarkarriär började redan i Geminiprogrammet och fortsatte in i Apolloprogrammet. Han är nog mest känd för sina insatser när han och hans White team gjorde allt för att rädda besättningen på Apollo 13.
Kranz sista flygledaruppdrag var uppdraget Apollo 17 och därefter blev han vice chef för Nasa Mission Operations 1974 och chef 1983. Efter STS-61-uppdraget i rymdfärjeprogrammet gick han i pension 1994.
Inom flygledartjänsten införde Kranz bland annat färgkodade manualer för att personalen snabbt skulle hitta rätt instruktioner om en kris uppstod.
Kranz är dekorerad med Presidential Medal of Freedom.